# Zumunta AC
Le Zumunta AC est un club nigérien de football basé à Niamey. 

## Palmarès
- Championnat du Niger (3)
  - Champion : 1985, 1988 et 1993

- Coupe du Niger (1)
  - Vainqueur : 1994